# Chorwackie monety euro
      20 państw strefy euro 
(Austria, Belgia, Chorwacja, Cypr, Estonia, Finlandia, Francja, Grecja, Hiszpania, Holandia, Irlandia, Litwa, Luksemburg, Łotwa, Malta, Niemcy, Portugalia, Słowacja, Słowenia i Włochy)
      1 państwo UE w systemie ERM II, bez klauzuli wyłączającej z przystąpienia do strefy euro (Bułgaria)
      1 państwo UE w systemie ERM II, z klauzulą wyłączającą z przystąpienia do strefy euro (Dania)
      5 państw UE nie będących w systemie ERM II, ale zobowiązanych do przystąpienia do strefy euro 
(Czechy, 
 Polska, Rumunia, Szwecja i Węgry)
      4 kraje nie będące w UE stowarzyszone ze strefą euro 
(Andora, Monako, San Marino i Watykan)
      2 kraje nie będące w UE które przyjęły jednostronnie walutę euro (Czarnogóra i Kosowo)

Waluta Euro w Europie
20 państw strefy euro
(Austria, Belgia, Chorwacja, Cypr, Estonia, Finlandia, Francja, Grecja, Hiszpania, Holandia, Irlandia, Litwa, Luksemburg, Łotwa, Malta, Niemcy, Portugalia, Słowacja, Słowenia i Włochy)
1 państwo UE w systemie ERM II, bez klauzuli wyłączającej z przystąpienia do strefy euro (Bułgaria)
1 państwo UE w systemie ERM II, z klauzulą wyłączającą z przystąpienia do strefy euro (Dania)
5 państw UE nie będących w systemie ERM II, ale zobowiązanych do przystąpienia do strefy euro
(Czechy,
Polska, Rumunia, Szwecja i Węgry)
4 kraje nie będące w UE stowarzyszone ze strefą euro
(Andora, Monako, San Marino i Watykan)
2 kraje nie będące w UE które przyjęły jednostronnie walutę euro (Czarnogóra i Kosowo)

Monety euro w Chorwacji wprowadzono do obiegu 1 stycznia 2023 roku. W ten sposób Chorwacja stała się dwudziestym członkiem strefy euro. Euro zastąpiła chorwacką kunę po kursie 1 € = 7,53450 kuny. Chorwackie monety euro będą bite przez Chorwacką Mennicę w Sveta Nedelja począwszy od 18 lipca 2022 roku.  W okresie przejściowym euro i kuny są w obiegu. Banki wymieniają kuny na euro. Wszelkie wypłaty w banku są w euro.

## Monety obiegowe – obecna seria
4 lutego 2022 roku rząd Chorwacji przedstawił projekty narodowej strony przyszłych chorwackich monet euro, które zostały wybrane w otwartym konkursie przez Radę Chorwackiego Banku Narodowego. Dla monety 2 euro wybrano projekt z geograficzną mapą Chorwacji autorstwa projektanta Ivana Šivaka. Inskrypcja na krawędzi wykorzystuje słowa z duszpasterskiej sztuki Ivana Gundulicia z 1628 roku Dubravka. Dla monety 1 euro wybrano projekt z kuną stojącą na gałęzi; zwierzęciem, od którego pochodziła nazwa chorwackiej waluty. Projektantem tej monety jest Stjepan Pranjković. Dla monet 10, 20 i 50 centów wybrano projekt z Nikolą Teslą, urodzonym w Smiljan (dzisiejsza Chorwacja, wówczas Cesarstwo Austriackie), zwycięzca tego projektu – Ivica Družak. Natomiast dla monet o nominałach 1, 2 i 5 centów wybrano wzór z literami oprawionymi w ligaturę Ⱈ (H) i Ⱃ (R) pisanymi głagolicą projektu Maji Škripelj. Każdy z autorów otrzymał nagrodę za zwycięski projekt w wysokości 70 000 kun (ok. 9300 euro).
Po pojawieniu się w Internecie podejrzeń, że projekt monety 1 euro wykorzystywał nielicencjonowany wizerunek kuny na gałęzi autorstwa szkockiego fotografa Iaina Leacha, projektant monety 1 euro, Stjepan Pranjković wycofał swój projekt 7 lutego. 8 lutego Chorwacki Bank Narodowy poinformował, że ogłosi nowy konkurs na projekt chorwackiej monety 1 euro z motywem kuny. 4 maja 2022 roku na XV sesji Krajowej Rady ds. Wprowadzenia Euro zaprezentowano publiczności nowy wzór monety o nominale 1 euro. Wybrany projekt przedstawia stylizowaną kunę na tle szachownicy autorstwa artystów Jagora Šunde, Davida Čemeljicia i Frana Zekana. Nowy projekt za 1 euro został zatwierdzony przez Radę UE 20 kwietnia.
Obowiązują następujące motywy chorwackich monet:
- monety 1, 2 i 5 centów przedstawiają podwiązane ze sobą litery w języku głagolicy Ⱈ (H) i Ⱃ (R). HR to skrót oznaczający Chorwację w języku narodowym;
- monety 10, 20 i 50 centów przedstawiają postać inżyniera Nikoli Tesli;
- moneta 1 euro przedstawia wizerunek kuny, zwierzę to symbolizuje nazwą poprzednia walutę Chorwacji o takiej samej nazwie;
- moneta 2 euro przedstawia zarys mapy Chorwacji na tle szachownicy.

Na wszystkich monetach widnieje rok emisji oraz nazwa kraju HRVATSKA
| Nominał     | Motyw                                                    | Zdjęcie motywu                                           |
| ----------- | -------------------------------------------------------- | -------------------------------------------------------- |
|             |                                                          |                                                          |
| 1 cent      | połączone ze sobą litery H i R pisane głagolicą          |                                                          |
| 2 centy     | połączone ze sobą litery H i R pisane głagolicą          |                                                          |
| 5 centów    | połączone ze sobą litery H i R pisane głagolicą          |                                                          |
| 10 centów   | Nikola Tesla                                             |                                                          |
| 20 centów   | Nikola Tesla                                             |                                                          |
| 50 centów   | Nikola Tesla                                             |                                                          |
| 1 euro      | kuna                                                     |                                                          |
| 2 euro      | zarys terytorium Chorwacji                               |                                                          |
|             |                                                          |                                                          |
| rant 2 euro | Słowa Hymnu do wolności, część Dubravki Ivana Gundulicia | Słowa Hymnu do wolności, część Dubravki Ivana Gundulicia |